# Juan Bernal Ponce
Juan Bernal Ponce (Valparaíso, Chile, 17 de julio de 1938 - San José, Costa Rica, 19 de enero de 2006) fue un arquitecto, artista y profesor universitario chileno que pasó la mitad de su vida en Costa Rica.

## Primeros años
Se marchó de Chile en 1974 tras una breve estancia en Colombia, después de la caída del gobierno de Salvador Allende, y vivió entonces en Escazú, al oeste de la ciudad de San José, hasta su fallecimiento.

## Carrera profesional
Comenzó su formación artística bajo la tutela de artistas chilenos como Hans Soyka y Carlos Hermosilla Álvarez. Posteriormente, en 1954, ingresó en la Escuela de Bellas Artes de Viña del Mar. En 1957 ingresó en la Escuela de Arquitectura de la Universidad de Chile, y en 1960 inició sus estudios de arquitectura en la Universidad de Chile en Santiago, graduándose en 1965.
En 1962, viajó a París durante un año para estudiar grabado en el Atelier 17 con el maestro inglés Stanley William Hayter y en la Académie Ranson de París (Francia). Posteriormente, regresó a Francia en 1967 para perfeccionar su técnica de grabado en la École des Beaux-Arts.
Tras su salida de Chile, recibió una oferta del entonces Director de la Escuela de Arquitectura de la Universidad de Costa Rica (UCR), Rafael Ángel García, para comenzar a impartir clases en la Escuela de Arquitectura. Debido a la relevancia de su carrera, junto con el volumen de publicaciones que realizó, se le otorgó el título de Profesor Catedrático.
A lo largo de los años, impartió cursos universitarios en la Escuela de Arquitectura de la Universidad de Costa Rica, como "Ciudades e Historia", "Grabado" y "Fundamentos de Diseño I y II". Es muy recordado por su participación en la revista universitaria Semana U. También fue crítico de arte del diario de mayor circulación de Costa Rica, La Nación.
Entre 1986 y 1987, estudió en The Mission Graphic Center de San Francisco, EE UU. También fue profesor invitado de Arquitectura en la Universidad Técnica de Delft y profesor Fulbright en la Universidad de California en Berkeley, en Estados Unidos.
En la UCR destacó por sus métodos pedagógicos. Entre los trabajos más interesantes que realizó con sus alumnos se encuentran estudios bidimensionales y tridimensionales de la proporción áurea, estudios espaciales y de expresión plástica basados en el cuadro "Las Meninas" de Velázquez, construcciones de objetos utilitarios inspirados en tendencias de diseño, y la construcción de "Aparatos Voladores" inspirados en los estudios de Da Vinci, ejercicio que iba acompañado de una sesión pública donde los estudiantes lanzaban sus aparatos voladores desde la azotea del edificio de la Escuela de Arquitectura, evento que se convirtió en una actividad anual de la Escuela de Arquitectura.

## Premios
- 1954, Primer Premio Grabado, Exposición Anual de Estudiantes, Escuela de Bellas Artes de Viña del Mar, Chile.
- 1960, Segundo Premio de Grabado, Salón Oficial, Santiago.
- 1963, Primer Premio en Grabado, Salón Oficial, Santiago.
- 1966, Mención en Grabado, Salón Oficial, Santiago.
- 1966, Premio de Honor José Perotti, Salón de Artes Aplicadas en el Objeto Contemporáneo, Museo de Arte Contemporáneo, Universidad de Chile, Santiago.
- 1967, Premio Wanda Svevo al mejor grabador latinoamericano en blanco y negro, IX Bienal de São Paulo, Brasil.
- 1967 y 1968, Beca del Gobierno Francés para cursar estudios en la Eccole Nationale des Beaux Arts, París, Francia.
- 1968, Segundo Premio Concurso de Pintura CRAV, Santiago, Chile.
- 1973, Premio de Honor, II Bienal de Artes Gráficas de Cali, Museo de Arte Moderno de Cali, Colombia.
- 1991, Primer Premio de Grabado, Salón Anual de Artes Plásticas, San José, Costa Rica.